# بنك أوروغواي المركزي
البنك المركزي لأوروغواي هو البنك المركزي لأوروغواي.

## المسؤوليات
وفقًا للمادة السابعة من ميثاق البنك، فإن مسؤولياته هي:
- مصدر الأوراق النقدية والعملات المعدنية، وكذلك سحبها في جميع أنحاء الجمهورية
- إدارة النقد والائتمان وتبادل العملات على النحو المنصوص عليه في القانون
- القيام بدور المستشار الاقتصادي والمصرفي والوكيل المالي للحكومة
- إدارة الاحتياطيات الدولية للدولة
- بنك مصرفي لجميع المؤسسات الحكومية
- تمثيل حكومة أوروغواي في المنظمات المالية الدولية
- تنظيم والإشراف على جميع المؤسسات المالية

## روابط خارجية
- (بالإسبانية) (بالإنجليزية) الموقع الرسمي: Banco Central del Uruguay